# Estação Ferroviária de Porto-Alfândega
A Estação Ferroviária de Porto-Alfândega, igualmente conhecida por Alfândega do Porto ou Porto-A, foi uma interface de mercadorias do Ramal da Alfândega, que servia a Alfândega e as suas docas, na cidade do Porto, em Portugal.

## História

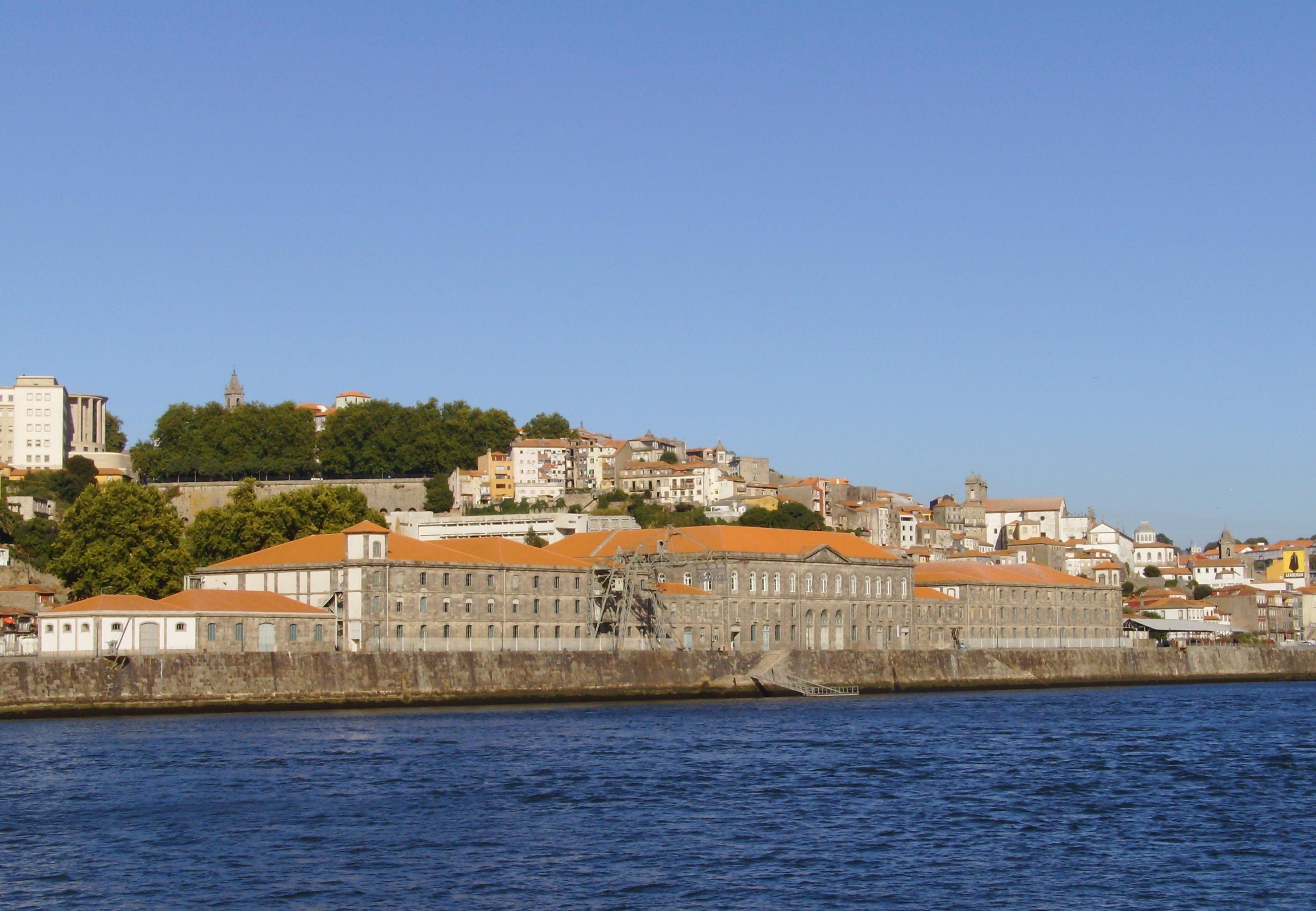
Antigo edifício da Alfândega do Porto. Ao fundo à direita, situava-se o terminal ferroviário.

### Planeamento, construção e inauguração
No século XIX, já se pensava em construir um ramal que ligasse a Alfândega do Porto ao resto da rede ferroviária nacional, devido ao seu elevado movimento comercial por via marítima. Assim, em 23 de Junho de 1880 foi decretada a construção do Ramal da Alfândega e da correspondente estação terminal.
Em 9 de Outubro de 1880, foi aprovado o plano para o Ramal da Alfândega, elaborado pelo engenheiro Justino Teixeira, com base num trabalho de Mendes Guerreio, tendo as obras começado em 17 de Julho do ano seguinte. O ramal foi inaugurado em 8 de Novembro de 1888.

### Ampliação da estação
Nos finais do século XIX, a associação Centro Comercial do Porto fez uma reclamação ao Ministério das Obras Públicas, onde denunciou as instalações da estação da Alfândega como insuficientes para as necessidades do serviço. Com efeito, os serviços de mercadorias de pequena velocidade no Porto eram feitos só nas estações de Campanhã e Alfândega, o que provocava graves problemas em ambas as interfaces, embora se esperasse que parte do movimento de pequena velocidade fosse desviado para a Gare de Porto-São Bento, que então ainda estava em obras, aliviando dessa forma o serviço em ambas as estações. Por exemplo, em 1897 Porto Alfândega expediu quase 60 mil toneladas, e recebeu mais de 30 mil, movimento que era excessivo para a acanhada estação, que tinha uma grande falta de espaço nos seus armazéns e más condições para a atracação dos barcos. Em resposta aos protestos, em Abril de 1899 já se tinhaplaneado a construção da cobertura de um cais na estação, de forma a proteger as mercadorias, e estava-se em negociações para as obras de alargamento da estação. No entanto, em Julho de 1902 os planos de ampliação ainda não tinham avançado, estando a ser revistos pelo Conselho Superior de Obras Públicas, uma vez que existiam dúvidas sobre os alicerces do muro do cais, que iria ser alteado e carregado com aterro. Entretanto, foram feitas pequenas intervenções, como a construção de uma cobertura em cima de um cais, a modificação das vias férreas, foi contratada uma empresa de dragagem para aquela zona do rio, e estava quase concluído o projecto para mais um guindaste a vapor. Estas eram todas as alterações que se podiam fazer até que o governo iniciasse o grande programa para a modificação da estação, integrado nos planos para as obras gerais do Rio Douro. De forma a reduzir a congestão na estação da Alfândega, foi assinado um contrato com a Companhia Carris de Ferro do Porto, para um serviço combinado até Leixões.

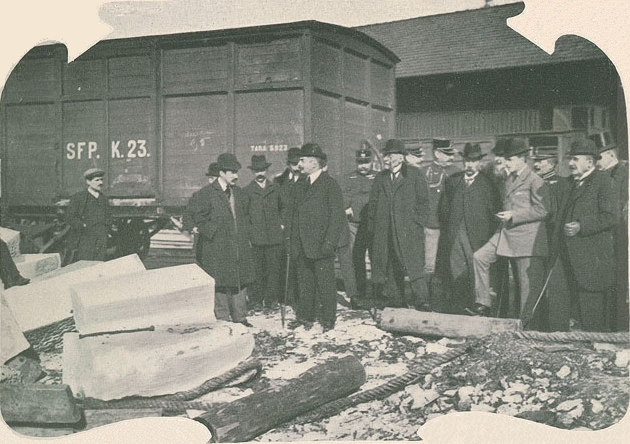
O Rei D. Manuel II na estação da Alfândega em 1909, a verificar os estragos provocados por uma cheia do Rio Douro.

A Gazeta dos Caminhos de Ferro de 1 de Março de 1903 noticiou que já tinha sido entregue ao conselho de administração dos Caminhos de Ferro do Estado um novo plano para a ampliação da estação da Alfândega do Porto, que já tinha sido enviado ao Conselho Superior de Obras Públicas. Este programa foi elaborado pelo engenheiro-chefe de Via e Obras do Minho e Douro, Basílio Alberto de Sousa Pinto, tendo sido aprovado por uma portaria de 9 de Maio desse ano. As obras foram orçadas em 30:200$000 réis, e consistiram na instalação de “caranguejos” e placas, cobertura parcial dos dois cais existentes e construção de um terceiro descoberto, com 590 m². Também deveria ser aproveitada a rampa ocidental, que não estava a ser utilizada, para outro cais descoberto, com uma área de 700 m², que só deveria ficar submerso caso ocorressem cheias iguais ou superiores às de 1860. Desta forma, não seria comprometida a estabilidade do muro do cais. O plano também contemplou o prolongamento do muro de suporte da estação, em substituição do revestimento provisório que lá se encontrava, e a instalação de placas para os serviços de cargas e descargas para o Rio Douro. Deveria ser igualmente instalada uma ponte metálica avançada, com um guindaste a vapor, sobre o patamar da rampa de acesso ao rio. As vias férreas também deveria ser modificadas, de forma a facilitar as manobras. Ponderou-se igualmente a instalação de iluminação nocturna e a permanência de uma locomotiva para manobras, de forma a melhorar o funcionamento da estação. Estas obras inseriram-se no âmbito de um plano de melhoramentos introduzidos pelo Conselho de Administração dos Caminhos de Ferro do Estado.

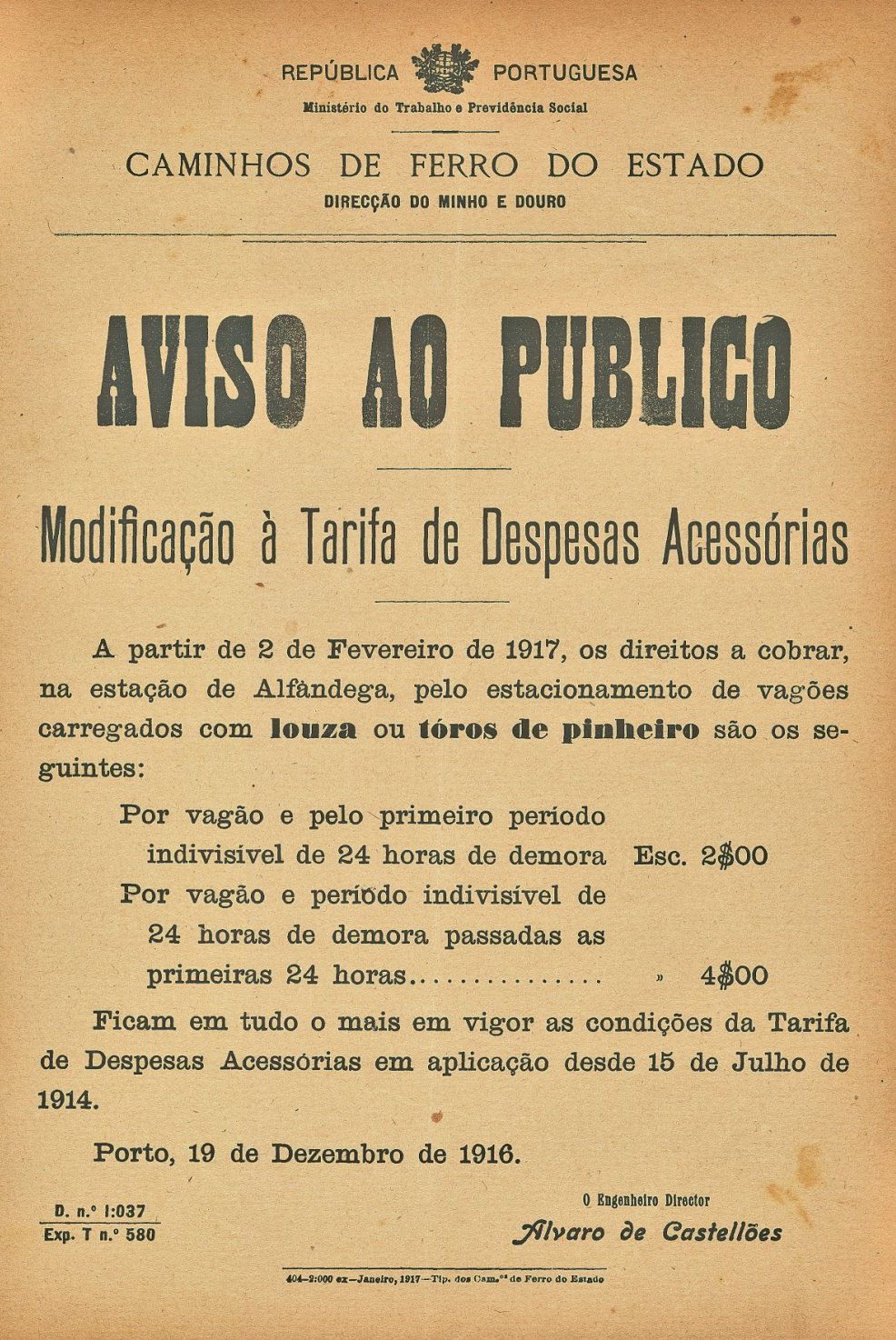
Aviso de 1917 da divisão do Minho e Douro dos Caminhos de Ferro do Estado, sobre alterações numa tarifa para estacionamento de vagões carregados com madeira, na estação de Alfândega.

Em 7 de Julho de 1905, a Direcção do Minho e Douro dos Caminhos de Ferro do Estado anunciou a abertura de um novo concurso para obras na estação da Alfândega, que ficou marcado para para 23 de Agosto desse ano. Este concurso contemplava a construção de um muro acostável e do suporte para a estação, rampas de acesso e os correspondentes patamares desde a margem do rio à Rua da Nova Alfândega, uma escada de ligação à Rua de Cima do Muro, e de um aterro para a plataforma da estação sobre terrenos conquistados ao rio. Foi aceite a única proposta, que tinha sido feita pelo empreiteiro Léon Reynaud com um valor de 220:000$000 réis e um prazo máximo de dois anos.
Em 1933, a Comissão Administrativa do Fundo Especial de Caminhos de Ferro incluiu, no seu programa de melhoramentos, a construção de canalização de esgotos na placa instalada na linha n.º 2 desta estação. No ano seguinte, a designação desta estação foi alterada de Alfandega para Alfândega-Rio, e foi autorizada a instalação de três pára-choques.

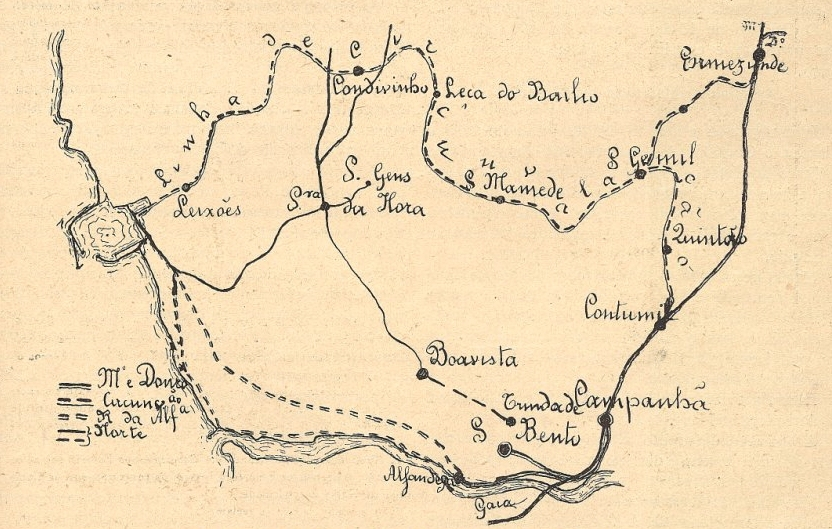
Mapa da Linha de Leixões nos primeiros tempos, mostrando igualmente os dois projectos abandonados para continuar o Ramal da Alfândega até Leixões.

### Ligação planeada a Leixões
Desde os primeiros anos de operação que se pensou em prolongar o Ramal da Alfândega até ao Porto de Leixões, tendo este plano sido oficialmente lançado por uma Carta de Lei de 29 de Agosto de 1889, que ordenou a criação da Companhia das Docas e Caminhos de Ferros Peninsulares, empresa que deveria ser responsável pelo prolongamento do ramal até Leixões, e da Linha do Douro até Salamanca. O ramal até Leixões foi orçado em 942 mil réis, tendo este valor sido reduzido para 642 mil réis por uma variante introduzida em 1897. Ainda assim, continuavam a ser valores demasiado elevados para a época, especialmente após a crise financeira de 1891, pelo que o Conselho Superior de Obras Públicas começou a estudar uma solução alternativa para a ligação ferroviária a Leixões, mas partindo da Linha do Minho. Desta forma, a Linha de Circunvalação do Porto (futura Linha de Leixões) foi classificada por um Decreto de 15 de Fevereiro de 1900, ligando Contumil a Leixões. Apesar da construção da linha até Contumil, ainda prosseguir os esforços para prolongar o ramal da Alfândega até Leixões, tendo uma portaria de 1903 ordenado a revisão do orçamento de 1897 para este lanço, e a elaboração de um novo traçado. Em 1904, uma representação de comerciantes e industriais do Porto opôs-se à continuação do Ramal, argumentando que a ligação através de Contumil em vez da Alfândega seria mais vantajosa para as regiões do Minho e Douro, e que o ramal não possuía condições para suportar um aumento de tráfego. Com efeito, uma das finalidades da Linha de Leixões foi retirar movimento à estação de Alfândega, que não possuía condições para acolher todo o tráfego que recebia. Em 7 de Maio de 1906, um despacho ministerial ordenou a continuação do Ramal da Alfândega até Leixões.

### Declínio e encerramento ao serviço
Após a inauguração do Porto de Leixões, a Alfândega do Porto perdeu importância como terminal de mercadorias, o que começou a colocar em causa a sua ligação ferroviária. A redução no tráfego, aliada à dificuldade do traçado, bem como a reduzida importância no sistema ferroviário nacional e a circunstância da Alfândega ter sido extinta a 1 de Janeiro de 1986, levou ao encerramento do Ramal em Junho de 1989.
Uma associação de entusiastas, denominada GARRA - Grupo de Acção para a Reabilitação do Ramal da Alfândega, sugeriu a reabilitação do ramal, de forma a futuramente ser utilizado num serviço entre Porto-Alfândega e Leixões, passando por Porto Campanhã, Contumil e São Gemil.